# Károly Ecser
Károly Ecser (Cegléd, 22 ottobre 1931 – Cegléd, 5 aprile 2005) è stato un sollevatore ungherese medagliato mondiale ed europeo, che gareggiò nella categoria dei pesi massimi.

## Carriera
Iniziò a praticare l'attività sportiva al liceo di Cegléd, dapprima come calciatore e nuotatore, e in seguito nell'atletica leggera e nella lotta. Mentre svolgeva la professione di installatore di tubi, venne arruolato nell'esercito. Dopo il congedo, si trasferì per motivi professionali a Újpest, un quartiere di Budapest, dove iniziò a praticare sollevamento pesi all'età di 24 anni.
Aumentò lentamente le sue prestazioni e fu incluso nella squadra nazionale ungherese nel 1960 quando riuscì a superare i 395 kg nei tornei di qualificazione olimpica, non partecipando però alle Olimpiadi del 1960. A poco meno di 30 anni riuscì anche a raggiungere i massimi livelli internazionali (con la medaglia di bronzo ai mondiali di Teheran nel 1965) e a superare il limite dei 500 kg. Sempre nel 1965, vinse il titolo europeo dei pesi massimi a Sofia e conquistò altre tre medaglie (una di bronzo e due d'argento) ai campionati europei dal 1961 al 1964. Partecipò inoltre alle Olimpiadi di Tokyo nel 1964, giungendo al quinto posto.
Concluse la carriera nel 1967, diventando allenatore. Morì il 5 aprile 2005 nella sua città natale; i funerali si svolsero il 15 aprile, dieci giorni dopo.